# Vườn quốc gia Pha Daeng
Vườn quốc gia Pha Daeng (tiếng Thái: เชียงดาว) trước đây là Vườn quốc gia Chiang Dao là một vườn quốc gia tại tỉnh Chiang Mai, Thái Lan. Được thành lập ngày 2 tháng 11 năm  2000, vườn quốc gia có diện tích 1.123 km² của khu vực núi Pha Daeng thuộc dãy núi Daen Lao, gần biên giới với Myanmar, phía bắc của Khu bảo tồn động vật hoang dã Chiang Dao. Đỉnh cao nhất khu vực này là Doi Pukphukka cao 1.794 mét.